# Michael von Faulhaber
Michael von Faulhaber (Heidenfeld, 5 marzo 1869 – Monaco di Baviera, 12 giugno 1952) è stato un cardinale e arcivescovo cattolico tedesco.

## Biografia
Nacque il 5 marzo 1869 in uno dei fabbricati già appartenuti all'Abbazia di Heidenfeld, nel territorio del comune di Röthlein in Bassa Franconia, figlio del panettiere Michael von Faulhaber (1831-1900) e di Margarete Schmitt (1838-1911).
Si specializzò nello studio di Tertulliano, uno dei primi scrittori cristiani.
Dal 1892 al 1910 prestò il servizio sacerdotale a Würzburg, dopodiché divenne vescovo della diocesi di Spira, dove rimase per sei anni. Nel 1916 fu il primo sacerdote a ricevere la Croce di Ferro per la sua presenza fra i soldati del fronte occidentale come cappellano durante la prima guerra mondiale.
Fu arcivescovo di Monaco e Frisinga per 35 anni, dal 1917 fino alla morte, nel 1952.
Papa Benedetto XV lo elevò al rango di cardinale presbitero di Sant'Anastasia nel concistoro del 7 marzo 1921. Alla data della morte era l'ultimo cardinale vivente fra quelli creati da Benedetto XV.
Dal 1925 al 1928 partecipò all'associazione Amici Israël, una lega cattolica internazionale contro l'antisemitismo e il razzismo, nella quale confluirono anche molti ebrei convertiti al cattolicesimo, alcuni dei quali ordinati sacerdoti (era membro di questo movimento anche Alfredo Ildefonso Schuster, allora cardinale di Milano).
Con alle spalle una lunga carriera di monarchico, il 20 luglio 1933 il cardinale Faulhaber favorì la stipula del Reichskonkordat, il Concordato tra la Santa Sede e il Terzo Reich, nelle cui trattative era stato coinvolto insieme al Cardinale Segretario di Stato Eugenio Pacelli. Era una tradizionale politica della Chiesa firmare Concordati con le nazioni d'Europa e la Chiesa aveva firmato dozzine di trattati con tutte le nazioni nei decenni precedenti.
Il Concordato offrì anche protezione per i cattolici quando l'influenza del loro tradizionale protettore, il Partito di Centro Tedesco, era svanita (il partito era stato fondato quando il cardinale Mastai Ferretti era Papa, per difendere i cattolici durante la politica anticattolica del cancelliere Otto von Bismarck, la Kulturkampf, ma al tempo della firma del Concordato il partito aveva perso la sua influenza e si era dissolto persino prima della stessa firma).
Faulhaber e Pacelli cercarono attraverso il Concordato, concluso al tempo non direttamente col cancelliere Hitler ma col suo ministro Franz von Papen e a nome di Paul von Hindenburg ancora presidente, di formare una base strategica e legale contro la repressione violenta della Chiesa in Germania, dovuta anche alle sue condanne della dottrina razziale nazista. «Con il Concordato siamo impiccati, senza il Concordato siamo impiccati, sventrati e squartati» affermò Faulhaber a proposito della questione. Pacelli disse invece agli ambasciatori inglesi, in visita alla Santa Sede, che «dovevo scegliere tra un accordo e la virtuale eliminazione della Chiesa cattolica nel Reich», sentendo che «...una pistola era stata puntata alla sua testa...» e che stava negoziando «...col demonio in persona». I vescovi d'Austria, patria di Hitler ma al tempo al di fuori del controllo della repressione nazista, espressero pubblicamente la loro visione del Concordato, del nazismo e della situazione generale in Germania in una lettera del 23 dicembre 1933: «Il Concordato recentemente concluso fra la Santa Sede e la Germania non significa che la Chiesa cattolica approvi alcuno degli errori religiosi del nazismo. Tutti sanno quanto è tesa la situazione fra la Chiesa e lo Stato in Germania. La Chiesa cattolica non è mai stata d'accordo con i tre errori fondamentali del nazismo, che sono in primo luogo la follia razzista, in secondo luogo il loro violento antisemitismo e in ultimo il loro nazionalismo estremo». Il New York Times sottolineò al tempo come la lettera dei vescovi «...è vista come un gesto di sfida al nazionalsocialismo non solo in Austria ma anche in Germania».
Nell'aprile 1933 Faulhaber mantenne una posizione ambigua di fronte al boicottaggio economico degli ebrei proprio a causa del Concordato, che lo costringeva da un lato, a invitare pubblicamente i parroci a obbedire al nuovo governo, e dall'altro dichiarando «...ingiusta e dolorosa» la persecuzione antisemita nella corrispondenza riservata con Pacelli. Dal dicembre 1933 denunciò nelle sue omelie l'ideologia statolatrica del nazismo dichiarando, fra le altre cose, che «...uno stato basato sul diritto, che si sforza innanzitutto di raggiungere una risoluzione pacifica, deve ottenere la vittoria su uno stato basato sulla forza, che cerca di conquistare il diritto con armi sanguinose», discorso ampiamente considerato un atto di opposizione contro il potere di Hitler e che «Non dobbiamo mai scordare che non siamo salvati dal nostro sangue tedesco ma dal sangue di Cristo», sermone interpretato dalle stesse SS come un intervento in favore degli ebrei e ricordato nel 1998, insieme a sue altre omelie all'interno della dichiarazione pontificia "Noi ricordiamo". Nel 1934 pubblicò un volume (Judentum, Christentum, Germanentum) che difendeva l'amicizia fra i popoli e sempre lo stesso anno due colpi di pistola furono sparati allo studio del cardinale da uno sconosciuto; l'anno seguente i nazisti reclamarono, durante un incontro pubblico, la necessità di assassinare Faulhaber. Nel 1937 redasse in segreto, per il papa Pio XI, la prima bozza dell'enciclica anti-nazista Mit brennender Sorge. Alla fine del 1938, in seguito alla sua condanna della Notte dei cristalli, i nazisti lo qualificarono der Judenkardinal, il «cardinale ebreo», e aizzarono manifestazioni sotto il palazzo episcopale durante le quali un sicario nazista ruppe le finestre della residenza, sull'onda dell'attacco agli alleati cattolici degli ebrei; nel 1935 uno scontro fra un altro sicario nazista e un sostenitore di Faulhaber fuori dalla chiesa principale di Monaco aveva quasi condotto a una rissa di strada nella quale molti cattolici furono gravemente feriti dai fanatici filonazisti.
D'altra parte, in quello stesso anno, fedele alle sue idee nazionaliste, sostenne l'Anschluss e l'invasione della Cecoslovacchia e nel dicembre 1941 approvò, come tutti i vescovi tedeschi tranne uno, per ragioni anticomuniste, l'attacco all'Unione Sovietica. Tuttavia, nonostante le sue numerose pubbliche manifestazioni di anticomunismo nel 1930, dal 1935 al 1941 e dopo il 1945, non ne fece più alcuna tra il 1942 e il 1945. Dopo il fallito attentato a Hitler, il vescovo celebrò una messa solenne per la "miracolosa salvezza" del Fuhrer"

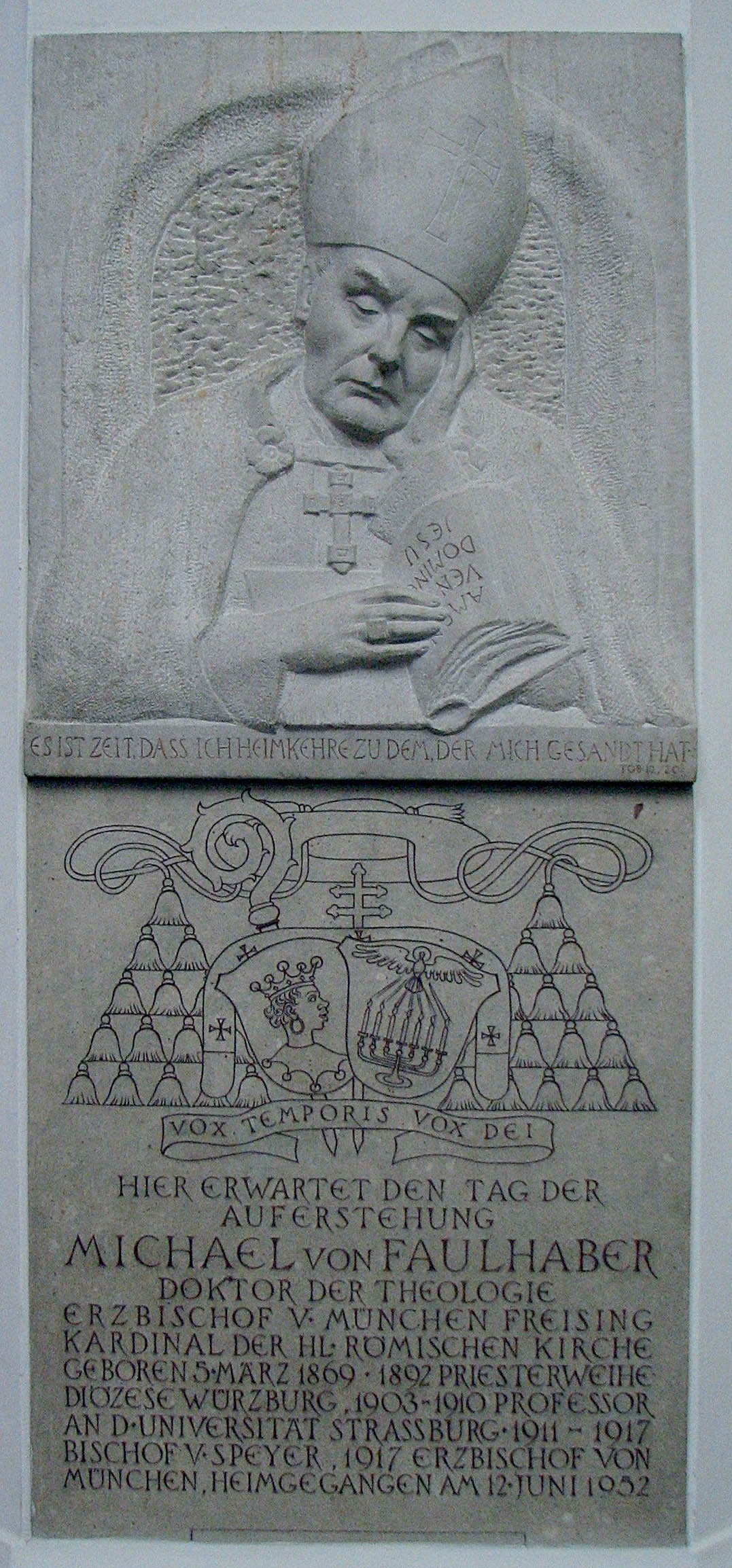
Lastra tombale di Michael von Faulhaber nella Frauenkirche di Monaco di Baviera.

Faulhaber fu anche uno strenuo oppositore del programma nazista di eutanasia. In una lettera inviata alla Cancelleria del Reich, Faulhaber scrisse riguardo a ciò: «Ho giudicato essere mio dovere intervenire in questa questione etico-legale e non-politica, giacché in quanto vescovo cattolico non posso rimanere in silenzio quando la preservazione dei fondamenti morali dell'intero ordine pubblico è messo in pericolo».
A partire dal 1940, quando la soluzione finale di Hitler era divenuta chiara a tutti, in risposta alle atrocità che i nazisti stavano perpetrando nei confronti degli ebrei il cardinale von Faulhaber ordinò che delle bende gialle con la Stella di David fossero poste su tutte le statue di Cristo e di Maria all'interno dell'arcidiocesi..
Il 20 giugno 1945 il cardinal Faulhaber, insieme al vescovo regionale luterano di Baviera, Hans Meiser, innalzò una protesta contro gli Alleati e i Sovietici per l'inumano trattamento riservato ai nazisti e agli altri membri del governo imprigionati, definendo le loro condizioni di prigionia un'«evitabile tortura» che avrebbe solo reso più difficile la rieducazione morale del popolo tedesco dopo la fine della seconda guerra mondiale. A questo scopo si prodigò per aiutare materialmente e spiritualmente Brigitte Frank, la vedova dell'ex-governatore di Polonia Hans Frank, nazista convertitosi al cattolicesimo appena poco prima della sua esecuzione nel 1946.
A seguito della sua strenua opposizione al regime nazista, per quanto era nelle sue possibilità, nel 1949 il concilio della Landesverband der Israelitischen Kultusgemeinde in Bayern ("Unione regionale delle comunità ebraiche di Baviera") ha pubblicamente ringraziato Faulhaber con tali parole: «...come rappresentanti delle sinagoghe ebraiche bavaresi, noi non dimenticheremo mai come Lei, onorevole signor Cardinale, negli anni dopo il 1933, con inaudito coraggio abbia difeso l'etica dell'Antico Testamento dai suoi pulpiti, e come abbia salvato migliaia di ebrei dal terrore e dalla letale violenza».
A prescindere da giudizi storici controversi sul personaggio quindi, quel che è incontrovertibilmente documentato è che i nazisti hanno sempre considerato con odio Faulhaber un «amico degli Ebrei» e un cattolico «reazionario», e così lo ricordano anche storici ebrei come Rabbi David G. Dalin, che lo definisce un «famoso nemico dei nazisti», e Rabbi Stephan S. Wise, che disse di lui essere un «vero prelato cristiano» che stava tentando di proteggere gli Ebrei mentre «sollevava la sua voce impavida».
Nel 1951 ordinò sacerdote a Monaco Joseph Ratzinger, il futuro papa Benedetto XVI. La figura di Faulhaber ha esercitato un fascino magnetico importante. Si deve a lui la scelta di farsi prete del giovane Ratzinger; scrive infatti: «Quando dalle nostre parti arrivò il cardinale Faulhaber, con la sua imponente veste color porpora, ne restai talmente colpito da arrivare a dire che anch'io volevo diventare come lui».
Morì il 12 giugno 1952 all'età di 83 anni.

## Genealogia episcopale e successione apostolica
La genealogia episcopale è:
- Cardinale Scipione Rebiba
- Cardinale Giulio Antonio Santori
- Cardinale Girolamo Bernerio, O.P.
- Arcivescovo Galeazzo Sanvitale
- Cardinale Ludovico Ludovisi
- Cardinale Luigi Caetani
- Cardinale Ulderico Carpegna
- Cardinale Paluzzo Paluzzi Altieri degli Albertoni
- Papa Benedetto XIII
- Papa Benedetto XIV
- Papa Clemente XIII
- Cardinale Bernardino Giraud
- Cardinale Alessandro Mattei
- Cardinale Pietro Francesco Galleffi
- Cardinale Giacomo Filippo Fransoni
- Cardinale Carlo Sacconi
- Cardinale Edward Henry Howard
- Cardinale Mariano Rampolla del Tindaro
- Cardinale Rafael Merry del Val
- Cardinale Andreas Frühwirth, O.P.
- Cardinale Franziskus von Bettinger
- Cardinale Michael von Faulhaber

La successione apostolica è:
- Vescovo Ludwig Hartl (1921)
- Arcivescovo Michael Buchberger (1924)
- Vescovo Johann Baptist Schauer (1928)
- Vescovo Josef Kumpfmüller (1930)
- Vescovo Simon Konrad Landersdorfer, O.S.B. (1936)
- Vescovo Anton Scharnagl (1943)
- Vescovo Johannes Baptist Neuhäusler (1947)
- Vescovo Josef Freundorfer (1949)

## Fonti storiche
- Editione stoca critica del diarii di Michael Faulhaber